# Goodenia trichophylla
Goodenia trichophylla är en tvåhjärtbladig växtart som beskrevs av De Vriese och George Bentham. Goodenia trichophylla ingår i släktet Goodenia och familjen Goodeniaceae. Inga underarter finns listade i Catalogue of Life.